# Deutsche Meisterschaften im Bahnradsport 1964
Die Deutschen Meisterschaften im Bahnradsport 1964 fanden am 7. und 8. Juni auf der Radrennbahn von Bielefeld statt. Es wurden die Meister im Sprint, in der Einerverfolgung und im Steherrennen ermittelt. Startberechtigt waren alle deutschen Berufsfahrer. Veranstalter war der Bund Deutscher Radfahrer.

## Rennverlauf
Die Rennen galten als Qualifikation für die Bahnradsport-Weltmeisterschaften 1964. Bedingt durch aufziehenden Regen wurden die Wettbewerbe am 7. Juni abgebrochen und am 8. Juni fortgesetzt. Die Meisterschaften waren eingebettet in die Festwoche zur 750-Jahrfeier der Stadt Bielefeld.

### Sprint
Insgesamt 10 Fahrer traten zu den Vorläufen an. Sieger wurden Werner Potzernheim, Klaus May und Edi Gieseler. Die Hoffnungsläufe gewannen Günther Ziegler, Rolf Roggendorf und Hans-Peter Kanters. In den Zwischenläufen setzten sich May, Potzernheim, Ziegler und Kanters durch. Das Finale gewann Potzernheim in zwei Läufen sicher gegen Ziegler. Kanters gewann das kleine Finale um den dritten Platz gegen May.
| Platz | Fahrer             | Team   |
| ----- | ------------------ | ------ |
| 1.    | Werner Potzernheim | Ruberg |
| 2.    | Günter Ziegler     | Ruberg |
| 3.    | Hans-Peter Kanters | Ruberg |

### Einerverfolgung
9 Fahrer traten zu den Vorläufen an. Diese wurden von Dieter Kemper, Klaus May, Klemens Großimlinghaus und Edi Gieseler gewonnen. Die Vorentscheidungen gewannen May und Gieseler. Das Finale gewann Kemper gegen May. Dritter wurde Großimlinghaus.
| Platz | Fahrer                 | Team    |
| ----- | ---------------------- | ------- |
| 1.    | Dieter Kemper          | Torpedo |
| 2.    | Klaus May              | Ruberg  |
| 3.    | Klemens Großimlinghaus | Ruberg  |

### Steherrennen
Da lediglich acht Fahrer gemeldet hatten, wurden keine Vorläufe ausgefahren. Das Meisterschaftsrennen über 100 Kilometer wurde ein Zweikampf zwischen Karl-Heinz Marsell (hinter Otto Faltin) und Horst Staudacher (hinter Werner Schmidt). Nach 20 Kilometern fuhr Staudacher an die Spitze und gewann das Rennen mit drei Runden Vorsprung vor Marsell und neun Runden Vorsprung vor Ehrenfried Rudolph (hinter de Graaf).
| Platz | Fahrer                           | Team   |
| ----- | -------------------------------- | ------ |
| 1.    | Horst Staudacher/Werner Schmidt  | Union  |
| 2.    | Karl-Heinz Marsell/Otto Faltin   | Ruberg |
| 3.    | Ehrenfried Rudolph/Arie de Graaf | Union  |